# Due regali/Oh Mary
Due regali/Oh Mary è un 45 giri di Riccardo Fogli pubblicato nel 1973. Entrambe le tracce sono estratte dall'album Ciao amore, come stai.

## Tracce

### Lato A
1. Due regali – 3:41

### Lato B
1. Oh Mary – 4:30